# Libro giornale (turismo)
Il libro giornale (o libro giornale degli introiti, in lingua francese: main courante) è un registro che riporta tutti gli eventi della vita di una struttura (es. un'associazione, una stazione di polizia, albergo ecc.)
Con lo stesso termine si indica inoltre, più specificamente, in un albergo, il registro delle operazioni contabili che devono essere addebitate ai clienti.

## Descrizione
In precedenza, e ancora oggi in piccole strutture, il libro giornale è un registro fisico in cui sono stati annotati i fatti e contatti con la pubblica amministrazione, un'associazione (di ascolto e di assistenza pubblica, ad esempio) o di un servizio di emergenza, da parte di un impiegato o dal funzionario incaricato della tenuta del registro, il più delle volte una persona in contatto diretto con il pubblico o di ricevimento.
Attualmente, il libro giornale può essere anche una banca dati di un'applicazione software che registra elettronicamente in modo simile a quanto effettuato sul registro cartaceo gli eventi inseriti dai dipendenti della struttura, da qualsiasi posizione. Tutti i dipendenti autorizzati possono accedere al libro giornale e tutti possono visualizzarlo in tempo reale, migliorando notevolmente la trasparenza e il flusso di informazioni.